# Anarta nordstromi
Anarta nordstromi är en fjärilsart som beskrevs av Dahl 1930. Anarta nordstromi ingår i släktet Anarta och familjen nattflyn. Inga underarter finns listade i Catalogue of Life.